# Vorderbaumberg
Vorderbaumberg ist ein Gemeindeteil der Gemeinde Fraunberg im Landkreis Erding (Oberbayern, Bayern).

## Lage
Das Dorf liegt rund drei Kilometer nordöstlich von Fraunberg. Durch den Ort verläuft der Baumberger Bach, der zwei Kilometer westlich bei Riding in die Strogen mündet. 